# 並木橋通りアオバ自転車店
『並木橋通りアオバ自転車店』（なみきばしどおりアオバじてんしゃてん）は、宮尾岳による日本の漫画。
なお本項目では続編となる『アオバ自転車店』、『アオバ自転車店へようこそ!』、『アオバ自転車店といこうよ!』も扱う。また、これらを総じて『アオバ自転車店シリーズ』とも称する。

## 概要
さまざまな自転車と自転車をめぐる人間模様を描く作品であり、『ヤングキング』（少年画報社）に1999年7号から2011年11号にかけて連載された。当初は姉妹誌『ヤングキングアワーズ』に『KAZAN』を連載していたこともあり月1回連載で、『KAZAN』が完結した2001年前半より月2回の定期連載となった。その後、『ヤングキングアワーズ』でも2007年12月号より不定期同時掲載を開始する。
2011年に『ヤングキング』での連載終了後、休止期間を挟まず別の姉妹誌『月刊ヤングキング』に移籍して2011年8月号から『アオバ自転車店』に改題し連載開始した。同誌が2013年10月号より『月刊ヤングキングアワーズGH』に誌名変更して以降も連載を継続し、2017年11月号で完結。『ヤングキングアワーズ』では従来の『並木橋通りアオバ自転車店』のまま定期連載化し、タイトルが分裂することになった。

### 単行本
単行本は同社の「ヤングキング・コミックス」レーベルから刊行されている。上記のように1999年から続く長期連載作であるが、単行本では20巻分を1期分と区切って、定期的な改題を行っている。これに関して作者である宮尾は「下手に巻数を多く重ねてしまうと、固定ファン以外からは気軽に読まれなくなってしまい、新規の読者の獲得が難しくなる」可能性を挙げており、本作に関してはオムニバスの作品構造を持つ事から「長期連載によくある1巻から読まないといけない作品ではなく、中途巻からでも気軽に読める作品である」として、読者の単行本に対する購入・蒐集の敷居を低くするために、こうした区切りを行っている、としている。
このことから『並木橋通りアオバ自転車店』は20巻で完結させ（第1期）、通巻21巻目からタイトルを『アオバ自転車店』（第2期）にリニューアルし、巻次も第1巻としている。2012年6月に第20巻が発売され、2012年8月発売の通算42巻目から『アオバ自転車店へようこそ!』（第3期）に再び改題し第1巻からリカウントする。2017年12月に第3期20巻が発刊されたため、2018年1月発売の通算62巻から『アオバ自転車店といこうよ!』（第4期）に再び改題してリカウントを行っている。
単行本においては、峠輪業時代のエピソードを最終話に、カラーページのエピソードを1話目に移動させる（1期17巻など）、並行連載時は『ヤングキンズアワーズ』掲載分も併載とする、などの事例に代表される、作品の性質に合わせて連載順（作品発表順）と異なる単行本掲載を行う傾向 があるため、連載時（作品発表）の順番と単行本掲載の順番（単行本における話順）は必ずしも同一ではなく、時期によっては単行本未収の既出ストーリー（単行本に収録されていてもおかしくない時期の話が単行本に収録されていない状態）が生じる場合がある。
なお第1期と2期の前半は漫画文庫化されている。また、最新刊以前の単行本は携帯コミックおよび電子書籍化されている。

### 物語の概要
それまで自転車には縁のなかった人々が些細なことをきっかけに自転車と関わりを持つようになったり、自転車の新たな側面に気が付いたりすることでその人の生活・人生にもちょっとした変化が訪れるという、ハートウォーミングなストーリー展開が軸になっている。
その一方で、定期連載化した頃よりツーリングや自転車競技に用いられるスポルティーフやロードレーサー、マウンテンバイクといった自転車の「熱い」側面も頻繁に描かれている。折り畳み自転車（フォールディングバイク）や小径車（ミニベロ）といった近年スポーツ用途で注目されるようになった自転車や、リカンベントやデモンターブル、タンデム自転車といった一般に目に触れることの少ない自転車、「アオバスペシャル」「TOUGEスペシャル」というオーダーメイドの設定で作品オリジナルの自転車も登場する。また、第1期17巻では郵便配達用自転車や警察自転車という実用車をそれぞれ取り上げており、アオバ自転車店と直接の接点が無い異色のエピソードとなっている。
当初は一話完結の形をとっていたが、回を重ねるうちに前後編形式をはじめ複数回にわたって描かれるエピソードが増え、シリーズとして継続して描かれる話もある。単行本1巻（9話）につき1話のペースで、主にアオバ自転車店の前身である「峠輪業」時代など過去のエピソードや峠創作の“放浪の旅”に当てられることが第1期後半から第2期にかけ多くみられた。
作中の時間軸はリアルタイムとなっているが、レギュラーキャラクターの年齢は進学や結婚などを除いてほとんど進まない。ただし、その時間の進め方は前述の進学・結婚や後述する番外編に代表されるように作者の任意に応じて調整されている。
2009年から2010年にかけて、常連客（セミレギュラー）の小林モリオが競輪学校入りを目指す番外編『アオバ自転車店 ケイリンチャレンジ編』がスピンオフ作品として断続的に掲載され、2010年に単行本第2期の枠内で発行されている。この『ケイリンチャレンジ編』の設定は、後の『アオバ自転車店』『アオバ自転車店へようこそ!』本編にて完全にフィードバックされているため異なる世界の物語ではなく、これもまた『アオバ自転車店シリーズ』の本編に連結されている挿話として扱われる。
宮尾は「あくまでアオバ自転車店にやってくるお客さんが主人公」としている。当初は基本的に“お客さん（ゲストキャラクター）”毎の話が展開されていたが、連載が長期になるにつれ、ゲストから昇格したセミレギュラーキャラ同士が絡んで話を形作る回も増えている。単行本第2期の2巻あとがきによれば『ヤングキングアワーズ』連載分では、当面セミレギュラーを登場させないということで、当初の形式に立ち戻る形になる。レギュラーキャラクターである峠一家は物語の中では基本的に「狂言回し」の位置にいることが多い。

#### 自転車にまつわる社会問題
一方で連載が進むにつれて、自転車にまつわる様々な社会問題を取り上げた話も断続的に見かけられる。通学用自転車の自転車泥棒を扱うエピソードが当初から存在したほか、2007年頃より賛否両論がある微妙な時事問題に踏み込んで提起した話が散見されるようになっている。その際、この作品では「自転車は基本的に公道を走る（自動車と同じ）車両であり、運転には交通規範と安全を守らねばならないことを第一義とすること」や「自転車（をはじめとする乗用を目的とした機械）に乗る以上は、自らの乗る乗り物（自転車）の種別と特性をきちんと理解して、それに則った普段のメンテナンスを怠らず、無理のない安全な運転をきちんと行うこと」を一番のメッセージとして製作されているとのことである。
作中で扱われた主な自転車に関わる問題
- ノーブレーキピスト問題（1期20巻6話「ブレーキなし。問題アリ。」、2期19巻4話「おバカさんに告ぐ。」など）
  - インターネットオークションなどによる中古自転車の売買と商品のコンディションなどの問題（3期4巻１話「フィーリング」）
- 飲酒運転問題（2期6巻4話「飲んだら乗るな」など）
- 無灯火運転問題（1期20巻4話「大っキライ!」など）
- 上記を含む道路交通法上の問題（自動車なら「反則金（青キップ）」だが、自転車だと「罰金（赤キップ、前科が付く）」など）（2期19巻6話「知っておいてね！」など）
- 自転車廃棄問題
  - 廃棄自転車の環境に及ぼす影響の問題と企業の取り組み
- 1万円前後で売られる安価自転車の安全性
- 2008年道路交通法改正問題
  - 子ども乗車用3輪自転車問題
  - 歩道における自転車通行の問題（日本の自転車#通行空間）
  - さすべえ問題（一般自転車での、傘ホールド用アームスタンドの据付にまつわる問題）（2期11巻6話「さすべえラプソディー」）
- 2013年4月よりJRを始めとした公共交通機関への自転車の持ち込み規制（輪行トラブル）
- 2023年7月より施行となった改正道交法による特定小型原動機付自転車（電動キックボード・電動キックスケーター）の公道走行に伴い予測されうる危険性および法の不備の問題
- パンク修理やタイヤの空気圧のチェック、サドル・ハンドルの位置、チェーンの調整などの自転車を快適に乗りこなすためのワンポイント講座やメンテナンスの不備における問題など

### 舞台地
物語の主要な舞台となる「アオバ自転車店」は、東京都下郊外地の並木橋市並木橋通りの端にある並木橋商店街に構えている自転車専門店という設定である。所在地、店名ともに架空だが、モデルとなる場所が存在する事が第3シリーズ『アオバ自転車店へようこそ!』で明らかにされた。該当の話は同作単行本18巻の第3話として収録されている。同話によれば、東京都三鷹市近辺がモデルとされている。地名であり作名に採用されている「並木橋」のモデルとなったのは万助橋である。
なお、この事は単行本あとがきの謝辞に掲載される連載初期の取材協力の自転車店が吉祥寺（武蔵野市）近隣に集中していることや、電車の通勤通学の風景で中央線快速や新宿駅が登場したり、実在の井の頭恩賜公園に並木道や坂道が存在することから、以前より本作のファンによって指摘されていた事でもある。同話において作中に度々登場する「並木橋公園」のモデルもまた井の頭恩賜公園である事が明らかにされている。
舞台地のモデルに三鷹市が選ばれたのは、同市およびその周辺域が本作開始時における作者の居住地にして生活圏である事に由来する。

## 読切作品
前身となる読切作品として『あの空とおんなじ』がある。『ヤングキングアワーズ』1996年23号に掲載、単行本第1期1巻に特別編として収録されている。
宮尾の娘が乗っている自転車「プジョー NS40」にまつわるストーリーを描いた一種のエッセイ漫画であり、内容はノンフィクションに近い。その後同誌でファンタジーものの『KAZAN』の連載に専念する。同作が佳境に差し掛かった頃に『アオバ』の不定期掲載が始まった。
「プジョー NS40」は宮尾にとって思い入れのある自転車であり、『アオバ』作中には峠アオバとその母親である峠ワカバの愛車として登場している。なお、『アオバ』そのものの内容は、知識などは現実に取材した内容を織り交ぜてはいるものの、ストーリーなどは基本的に『あの空とおんなじ』とは異なりフィクションである。

## 登場人物

### 峠一家（アオバ自転車店・峠輪業）
峠 アオバ（とうげ アオバ）
アオバ自転車店の看板娘で並木橋小学校に通う小学4年生。非常に明るい商売人気質の性格。ただし頭の中の97%が自転車という父以上の強烈な「自転車バカ」で、自転車のことになると我を忘れてしまう。さらに両親譲りの朴念仁ぶりを発揮し、クラスメートで幼なじみのトシヒコの想いに気付かない。しばしば「サイクルエンジェル」を自称する。アオバ自転車店の店名は彼女の名前に由来しており、彼女の誕生と同時に前身である「峠輪業」から改名してスタートした。これは偶然、アオバの誕生と当時建て替えていた新店舗の落成が同時だったためである。主に「プジョー NS40」に乗っている。第1期8巻3‐4話「あと30センチアレバ自転車店」で描かれた中学3年生の本人は家業を継ぐために男子ばかりの並木工高への進学を志している。
峠 工一（とうげ こういち）
アオバの父親。アオバ自転車店の店主。並木橋高校卒業後、その前身である「峠輪業」の3代目として家業を継ぐ。非常に穏やかで優しい性格であるが、幼い頃より家業の技術を仕込まれて育った筋金入りの「自転車バカ」で、さらにはバイクや自動車などのおよそ「車」と名のつく乗り物なら何でも乗りこなしてしまうという特技を持つなど、運動神経も悪くはないがスケートを初めてやった時に転んだことが理由でウインタースポーツには苦手意識がある。
父は登山好きで嵩じて出会った母と結婚したが、3歳の頃に両親ともに滑落事故により亡くなる。結婚するまでは祖父との2人暮らしでおじいちゃん子として育ったため、自転車以外のことについてはあまり気が回らない「朴念仁」でもある。年齢については具体的な描写は無いが、ワカバとは高校時代に出会い、交際期間を経て20歳代で結婚している。
峠（山咲） ワカバ（とうげ〈やまざき〉 ワカバ）
アオバの母親でアオバ自転車店の女将さん。「山咲」は旧姓。実家の山咲家はいわゆる「由緒ある大金持ち」であり、彼女は次女で「おっとりとした深窓のお嬢様」だった。幼い頃から体が弱く外に出ることがなかったが、自転車と出会うことで元気を取り戻すきっかけを得た。その自転車の購入先が峠輪業であり、これが縁で高校生の頃の工一と出会う。「元気な赤ちゃんを産みます」と工一に結婚のプロポーズをしている。物語序盤では体の弱さから自転車店から40kmほど遠方の療養所に入院しておりほとんど登場せずにいたが、第1期9巻9話にて無事に療養生活を終え、アオバ自転車店に戻ることになった。今ではホコリが苦手とされる以外、自転車で山道に挑むくらいに健康に心配はなくなっているらしく、辣腕おかみぶりを発揮している。性格的には工一と「似たもの同士」といえる。実年齢より若く見え、美人なため「並木橋商店街のマドンナ」として商店街中の男達に慕われ、彼女に危害が及びそうになると商店街中の男達が即集まり袋叩きにしそうになるほど。「プジョー NS40」をアオバに譲ってからは「プジョー COM Step・in（改）」に乗っている。第3期16巻4話で普通自動車免許（限定なし）を取得し、峠輪業の初代社用車で小峰輪業時代のハジメの店の元社用車だった「ホンダ・T360」 を乗り継ぐ。
峠 創作（とうげ そうさく）
峠輪業の創業者。工一の祖父で、アオバの曾祖父。アオバからは「ひじいちゃん」と呼ばれている。『ようこそ！』4巻第5話に「昭和14年時に12歳」という表記があり、昭和2年生まれである。ただし作品の性質上、年代は作品の発表年に伴い、ずれ込む可能性がある。
元は貧しい家の生まれで機械や細工ものが好きな少年だったが、尋常小学校の同級生だった小峰サユリの家に立ち寄ったことをきっかけとして自転車に出会い、サユリの父によって自転車職人としての素質を見出される。実はこの時まで自転車に乗ったことがなく、サユリと共に練習しながら「まずはバランスを取ることを練習したほうが良い」とペダルを外して練習する方式を編み出した。これはサユリの父により「創作方式」と命名される。戦中は学徒動員により軍需工場で働くも東京大空襲の戦禍に遭い、両親を失う。その中でサユリの父の死を目の当たりにすると同時に、彼より「新しい自転車の時代」への願いを託される。
戦後、丁稚奉公時代を経て昭和26年に結婚。同時に「アオバ自転車店」の前身となる「峠輪業」を設立し独立。以降も自転車一筋に生きてきた自転車職人だったが、アオバの誕生（＝アオバ自転車店の開店）を機に引退。夢だったキャンピング車による全国一周の自転車放浪旅に出発した。のちに世界一周の放浪に出ている。昭和自転車創成期の生き証人。自転車の運転の腕はかなりのもので、フル装備のキャンピングカーで雨天の峠の下り道を猛スピードで走るほど。
第2期20巻6話にて無事日本に帰国。再び自転車職人として現場に復帰する。
峠（小峰） サユリ（とうげ〈こみね〉 サユリ）
創作の妻。工一の祖母で、アオバの曾祖母（アオバは「ひばあちゃん」と呼んでいる）。物語開始時点で故人。第3期4巻5話以降、創作の回想話に登場。なお、第3期1巻1話に出てきた峠・小峰家の家系図に名前の表記がある。
創作の小学校時代からの同級生にして実質的な幼馴染。戦前、地元に店を構える自転車屋「小峰輪業」の長女だった。校舎の掃除をさぼるのに男尊女卑を持ち出す男子に、「（その男子が兵隊志望だったこともあり）学校の掃除も出来ない者が軍隊でやっていけるのか」と、言うべきことや言いたいことをキッパリと言い切ってしまう気丈な性格の持ち主。また戦時中は自転車屋として「生活の役に立つ道具に携わる者」の誇りを持つがゆえに戦争や軍機（具体的には戦艦や戦闘機など）に対しては一家そろって批判・否定的なスタンスを持っていた。
戦中は両親と離れ、弟妹を連れて親戚（本家）がいる長野県へと疎開しており、のちに空襲で両親を失って後は弟妹とともに疎開先の親戚に引き取られる。戦後、創作から父の最期を聞かされて失意に沈むも、同時に父の自転車の未来への願いを聞かされたことと、それに向かわんとする創作の姿に希望を抱き立ち直る。
創作の丁稚修行中には互いに文通で励まし合い、後に創作の独立と同時に彼の求婚を受けて結婚。創作は独立に際して当初「小峰輪業」の復活を考えていたが、それを押し止めて新しく「峠輪業」を開業して「新しい時代」へと歩を進めるように促した（「小峰輪業」はのちに弟のハジメが長野で開いていた時の店名として使われていた模様）。
「AOBA」ブランドの前身である「TOUGE」の第1号車は、彼女のために作られたミキスト型のスポーツ向け自転車「TOUGE SAYURI・SPORTS」（トウゲ サユリスポーツ）である。これはサユリの父が昭和14年に設計を行い、空襲を免れるため缶箱に入れられ小峰輪業の作業場の床下に埋められていたその図面を元に創作が制作・調整を行った自転車。
峠 工作、スミレ（とうげ こうさく、スミレ）
創作の息子とその妻。工一の両親。物語開始時点で故人。
工作は息子同様に創作から自転車づくりを叩き込まれ、16歳で習作とはいえフレームを自作する腕前をもっていた。高校卒業と同時に峠輪業に就職。翌年にはスミレと結婚した。
スミレは近所の豆腐屋の娘で工作とは幼馴染。夫婦揃って登山が趣味だったが、工一が3歳になる前に登山中の事故で亡くなった。

### 峠家の姻族

#### 山咲家
アオバの母であるワカバの実家。商社を経営する実業家で豪邸を構えている。
山咲 ヒトハ（やまざき ヒトハ）
ワカバの姉。アオバの伯母。実家の商社「ヤマザキ・トレーディング」を切り盛りする跡継ぎ社長。己にも周囲にも厳しいが、その実は捨てられた者を見捨てておけぬほど誰よりも優しさに溢れた女性。小学一年生のアオバに子ども向けの経済入門書を渡して読ませるなど、アオバの「商売人気質」の素地を構築した人物。なおアオバから「おばさん」と呼ばれることを嫌い「ヒトハさん」と呼ばせている。愛車はTOUGE・プロムナード。
野島マサキ（のじま マサキ）
通称・マサ。ヒトハの秘書兼ボディーガード。身長208センチの長身で靴のサイズも33センチ。短髪、黒服にサングラスという、いかにもな強面。元は山咲家の前に放置されていた捨て子であり、ヒトハによって拾われ育てられた。その恩に報いるため、自身に「姉貴分にして母でもあるヒトハ様を守る最強の番犬」を任じ、彼女の言葉が全てとしてヒトハに仕える。中学生時代はSF小説の愛読者でもあった。高校時代は陸上部で、当時の走り高跳びの関東記録を持ち、大学のスポーツ推薦をも取れる立場にいたが「スポーツではメシは食えない」ことを理由にあえてこれを辞している。第2期1巻3話より愛車である「アオバスペシャル W・MAG」をヒトハより備品として賜る。
ユーノ（ブルーム）ヤマザキ
第2期10巻6話から登場。
イギリスからヒトハの元にやってきた少女。ヒトハの娘（つまりアオバの従妹）を名乗り、転校してアオバの同級生となる。ピンクの「ラレー・トゥエンティ」を愛車としておりアオバに対しては当初、激しい敵愾心をあらわにして接してくる。その素性に関しては謎が多く、ヒトハに心酔し性格上でも悪い意味で似た者どうしであるヒバリとはかなり相性が悪い。背伸びしがちでむやみにプライドの高い性格から妙な誤解をしたり、相手が悪いとはいえ悪戯をしたことを悪しざまに非難した結果相手を怒らせてしまうなどトラブルの種を作ることが多い。

#### 小峰家
アオバの曾祖母（工一の祖母）であるサユリの実家の本家筋。長野県（安曇野）が一族の本拠。
小峰 チヅル（こみね チヅル）
アオバの親戚（工一の又従妹）でプロポーションの良い女子大生。長野県出身で毎年夏休みに峠家に遊びに来ていた。高校時代にケンタと知り合い、付き合うことになる。のちに並木橋大学文学部に合格して上京、アオバスペシャルに乗って通学する。
非常に独立心旺盛な妹・チヒロがいる。父親・ツカサはスカイラークの熱心なファンで、ファンクラブ会員番号番号一桁の所持者。
小峰ハジメ（こみね ハジメ）
単行本『アオバ』18巻第5話より登場。
チヅルの祖父。サユリの実の弟にして創作の義弟。工一の大叔父にあたり、長野でやっていた自転車店を畳み、東京で新規店舗「五六七八輪業（ごろなやサイクル）」を開業した。創作に対しては、他ならぬ創作自身がハジメにとっては「姉の夫」であり自転車屋としても先輩格に当たるはずなのだが「義兄さん（にいさん）」とは呼ばず「創ちゃん」と呼び習わすなど「義兄」というよりも「友人（あるいは対等関係の兄弟）」の如き、立場を介しない気安い間柄となっている。創作が世界一周から帰還した時には泣いて喜び自らの仕事へ強引に引っ張り込んだ。
五六七八輪業は50年代、60年代、70年代、80年代に発売された自転車、各店舗の長期在庫新品（アウトレット）を仕入れて再生し取り扱うというマニアックな店で、近隣のスタジオや映像サークル等に撮影の小道具としてのレンタルも行っている。
創作によると古い自転車を好むのは昔からで、妻の二三（ふたみ、3期2話時点で2年前に亡くなっている）には呆れられ、息子のツカサからは経営が上手く行っていないのではないかと心配されていた。チヅルの自転車も趣味丸出しの車種をチョイスしていたが、初期調整と整備は完璧にしていた。充分な知識がない素人がネットオークションなどで中古自転車を買うことを危ぶんでいるが、自分自身は再生を目的として利用している。かなりのスケベでもあり、チヅルを巡ってケンタとはよく張り合っている。

### セミレギュラー

#### 並木橋通り商店街
江東 紋太（えとう もんた）
並木橋通りにある喫茶店「カフェ・ジュリエット」の店主。名前の由来は『ロミオとジュリエット』の「モンタギュー」から。元は運送会社・小沢陸運のトラック運転手。作中時間で3年前に会社を退職して店を開いた。工一の並木橋高校時代からの親友。荒いところもあるが友人思いで義に厚い「男らしい」性格。ただ思慮深いわけではなく単純なため、多少ならず難があるところも。高3時に工一とワカバを介して麻里と交際をはじめ、夏休みに「男になるかもしんねぇ」と工一に発し、秋に麻里の妊娠が発覚する。なお、工一はその意味を当初理解できなかった。
高校生時にコーヒー好きの大学生と知り合ったことを切っ掛けにコーヒーに関しては並々ならぬこだわりがある。喫茶店を始める以前から家庭でもそこらの店など遠く及ばぬ腕前を披露しており、娘・樹里も幼稚園の頃から大好物になっていた。
江東（小沢） 麻里（えとう〈おざわ〉 まり）
紋太の妻で「カフェ・ジュリエット」の女将。ワカバの高校時代からの親友でもあり元演劇部。「小沢」は旧姓で、その名が示すとおり紋太がいた「小沢陸運」社長の娘。高校3年の時に互いの友人であるワカバと工一を介してと恋仲となったが、それで紋太とできちゃった結婚をする羽目に。喫茶店開業には当初反対だったが、夫の夢は承知しており、少なくない金額をこっそりと貯金していた。夫の覚悟の程を父に見定めてもらってからは女将として腕を振るう。
江東 樹里（えとう じゅり）
紋太の娘で「カフェ・ジュリエット」の看板娘。18歳。「カフェ・ジュリエット」の店名は彼女に由来し、それは店主である紋太が親友の工一（が娘の名前を店名にしたこと）にならったもの。名前の由来は『ロミオとジュリエット』から。
彼女目当てで店に炉辺美夫（ろばた よしお、あだ名は「ロバ」だが、本人曰く「辺」を取って無理矢理「ロミオ」と読ませようとした）や他のバイカーたちがたむろし、それは営業妨害以外の何者でもない。
黒井 ワタル（くろい ワタル）
並木橋通りにある「黒井探偵事務所」の所長兼探偵。通称は「黒ちゃん」。工一の3つ下。全身を黒ずくめで固めることをポリシーとしており、夏場でもそれを崩さない。元は並木橋警察署に勤務するアウトロー一直線の刑事だった。幼い頃の一件で工一の世話になっており、そのことを一生の恩として心に刻んでいる。犯罪者は当然として悪人や甘ったれには容赦のない性格だが、こと親子の問題となると普段と違って親身に接することが多い。元々は孤児で、その時代の出来事が彼の人生に大きく影響している。昔は町中を自転車で暴走して人々に迷惑をかけることもしばしばであり、そのことから「チャリ暴黒ちゃん」などの二つ名で呼ばれることもある。自転車は「キャノンデール バッドボーイ」で、黒である。初登場時は黒のベスパに乗っていたが事故で全損し廃車、バッドボーイ購入後ののち、ヒバリのボディガードを依頼された際に前金で「ホンダ・Z」（フルチューンした輸出用の600㏄エンジンを搭載）を購入、この車は「ゼロ・ブラック」と呼ばれる純正つや消し黒のカラーリング。作中の登場人物きっての愛煙家で銘柄は「ゴールデンバット」。行きつけのタバコ屋の婆さんからも「あんたの死因は絶対に肺がんだよ」と言われている。
赤井 アカネ（あかい アカネ）
黒井探偵事務所の事務員で黒井の助手。元は黒井と同じ並木橋警察署の女性警察官だった。所長の黒井いわく「足がはやくて気がはやくて仕事もはやい、悩むことのないしっかり者でコマネズミみたいな奴」である。黒井が探偵を始める時も即決で警察を辞めてついてきたとのことで、彼に妙な魅力を感じているようである。ただし、黒井との関係は「所長と助手」以上の間柄ではない。自転車は赤い「バイクフライデー ポケットロケット」に乗っている。
白井リョウ（しらい リョウ）
並木橋警察署に勤務するエリート刑事。実家が資産家で身の回りの物は全て一流品で固め、愛車のポルシェをはじめ、自分好みの「白」で統一している。自転車もポルシェで、特注で白に塗り替えたほど。黒井のライバルであり、アカネに気がある。
本人は真面目で正義感も強いのだが、高いプライドから他人を見下すエリート意識が鼻に着くことも多い。
大沢 ヒバリ（おおさわ ヒバリ）
アオバ自転車店の隣に引っ越してきた「だるまコロッケ店」の一人娘。転校生でアオバの同級生。他者からは「内気で病弱なおとなしく礼儀のいい少女」のように思われているが実際はちがい、事情を知る一部の人間とアオバの前だけでその本性を剥き出しにしている。アオバの伯母でもあるヒトハに対しては何らかの尊敬の念を抱いているように見える描写がある。実は「謎の歌姫」と称えられる正体不明のピアノ弾き語り少女歌手「スカイラーク」として芸能活動をしており、その正体を知るのは家族と所属事務所関連の人間を除けばアオバだけ。PV撮影の「ギャラ」として「パナソニック トレンクル6500」を手に入れる。第1期13巻2話より登場。父・亀夫は自営業のコロッケ職人だが高校時代は柔道の関東チャンプ。母・鶴子（旧姓・小池）は名の知れた女優であるが元高校演劇部とレディースのヘッドを掛け持ちしていたという経歴の持ち主。彼女からはそれぞれ「お父ちゃん」「お母ちゃん」と呼ばれている。祖父（亀夫の父）はだるまコロッケ店の先代店主だが、1期16巻8話では入院している描写があり、現在の地に引っ越してからは一緒に住んでいる気配はない。その彼女の心の中には幼いころに祖父と一緒に店の看板の入った自転車に乗っていたときの思い出がある。なおその自転車は亀夫が高校生の頃も使われていた年代物で、現在も材料を仕入れるための足として使われている。第2期16巻1話で亀夫へのクリスマスのプレゼントとしてアオバ自転車店でオーバーホールされている。

#### アオバ自転車店の常連客
小林 モリオ（こばやし モリオ）
一般に「程度が低い」と笑われる男子高に通う高校生。バイクを買うため、親に「電車通学する」と嘘をつき自転車通学をして金を浮かしていた。ふとしたきっかけで通学途中のヒルクライムをエリート女子高に通っているナギサと競うことになる。電気自転車に乗るナギサに毎回負け続けるが、結果アオバに乗せられて貯めた金を中古の1993年製アオバ・ロードレーサーにつぎ込んでしまう。しかし以降、自転車の魅力にハマり、フレームについて「男はクロモリ！」「ホリゾンタルって決めてんだ!!」とまで語り、勝負や特訓にこだわる「古典的自転車バカ」になる。また、アオバによる自転車の説明に助っ人として携わることも多い。その一方で単なる勝負バカやスピード狂ではなく、公道上での無茶な運転は決して行わない。子どもを轢きかけ信号無視を犯したノーブレーキピストを見かけたときには、そのドライバーを捕まえて「他人を巻き込んでいい（他人に迷惑をかけていい）かっこよさなんかあるか！」と一喝している。自身とは対照的に知的な（少々頭の固い）弟・リュウジがおり、ロード以前に乗っていた自転車（もとはスーパーで購入した安物）を譲っているが、のちにハジメが廃業した地方の自転車店から仕入れた84年式の「ナショナル B-12Pパーフェクト・ステンレス」に乗り換える。
番外編であるケイリンチャレンジ編では主人公として競輪選手を目指すこととなる。そのため本編でも愛車が今までのロードから改造したピスト仕様（公道用）。そしてトラック練習用に工一製作の「TP」（トウゲ・ピスト）になった。
大磯 ナギサ（おおいそ ナギサ）
お嬢様学校に通う女子高生。元々はホンダ・ラクーン（電動アシスト自転車）に乗っていた高飛車お嬢様だったが、モリオとのヒルクライム勝負でロードレーサーに興味を持ち、乗り換えることに。また、この勝負を通じてモリオとライバルとなり、友達以上恋人未満の関係で付き合うようになった。愛車は「ビアンキ・ツール・ド・フランスレプリカ」（パンターニレプリカ）。料理は非常に下手。
柳 ミホ（やなぎ ミホ）
機械オンチで「トロくさい」OL。広告代理店・報画堂に勤務している。会社でスムーズに仕事ができないことに苦悩し、機械があることを悲しんでいた。追い打ちをかけるように駐輪場の使用更新手続きを忘れてさらに落ち込むが、アオバ自転車店にて簡単な折りたたみ自転車に巡りあい「自分らしさ」を取り戻すことに。長岡とは順調に交際を進め、第2期17巻7話で結婚した。愛車は「ブリヂストン ワンタッチピクニカDX」「パナソニック LALA5」。
長岡 タツロウ（ながおか タツロウ）
駐輪場争いが縁でミホと知り合うことになった会社員。「ツバメ・システムサービス」に勤務するOAエンジニア。後に「ストライダ2」を購入し、ミホと輪行仲間として付き合いはじめ、数話のエピソードののち第2期17巻7話で結婚した。
坂本 ナツキ（さかもと ナツキ）
身長138センチと小柄な女子高生。登場当初は高1の15歳だがのちに高2になっている。中学時代は陸上部だったが、4年前に母親を亡くした後は家の切り盛りとアルバイトに明け暮れる日々を送っている。全員180オーバーで8頭身の父親・ノボル（身長200センチ）とアキヒコ・フユヒコ・ハルヒコという中高生の弟3人（一つ下で195センチのアキヒコを筆頭に5センチずつ違いで各1学年違い）の家族がおり、育ち盛りで食費がかさむため倹約を貫いている。アオバ16インチミニベロが気に入るも高額で諦めたが、ホワイトデーのお返しとして家族から贈られて並木橋通りの名物になる。なおバイト先の蕎麦屋の名前は「ひかり庵」である。弟用にもフレームのみをオーダーし市販の28インチシティサイクル車の部品をそっくり移植して予算を押さえたアオバ・シティサイクルがある（アキヒコと接触事故を起こしたマサから事故の慰謝料として貰った10万円を元手に足りない分をアキヒコの新聞配達のバイトでカバーした）。
エリザベス・フィーバー
アメリカ、フィーバーコーポレーションの社長令嬢。年齢は17歳前後であり、ナツキと同じ高校に留学し坂本家にホームステイをする。日本びいきで庶民の生活に興味を持っているが、日本の「伝統」文化について勘違いが見られる。故郷アリゾナの女子MTBチャンプであり、愛車は2000年製「スペシャライズド P-3」。とある出来事が原因で自転車が日常と密接な関係にある日本社会とママチャリの存在に感銘を受け、その感動ぶりはもはや信者の域と化している。
身長183センチと準レギュラー女性陣一の長身にスタイルも良く、美人だがアメリカンにあけっぴろげで濃い性格からか、男性陣からの受けは今一つ。
父親であるアーノルド・フィーバーと共に何かとイベントを催すお祭り好き。
楠木 ケンタ（くすき ケンタ）
高校の夏休みに友人に乗せられて市営こどもプールの監視員のアルバイト中、溺れたアオバを助けたことでチヅルと知り合う。チヅルの興味を引くために、たまたまアオバ自転車店に入荷していた復刻版チョッパー「シュウィン スティングレイ オレンジクレイト」を買う。
チヅルを追いかけて並木橋大学雑学部に入学するが、バックアップサークルと称する応援団に強制入部させられ、チヅルと交際していることもあって先輩からは理不尽なシゴキを受ける日々を送る。第1期17巻6話でバレンタインの夜にチヅルに呼び出されることを受け、妄想でチハルの裸のサービスカットや「今夜、オレは男になる!」というモノローグで初体験を伺わせる描写があるが、最後のコマでアオバが「ナイショ。」と締めている。

#### その他の人物
安倍 イチロウ（あべ イチロウ）
ミホが勤めている広告会社「報画堂」社長。社員に対して社命としてつくば8耐出場を命じるなどワンマンな傾向もあるが、ロード購入の予算は準備し自身もトレーニングを重ねて参加するなど無責任なわけではない。ミホの父親とも古馴染み。弟のサブロウは印刷所を経営している。
伊藤、宇野、江口、奥田（いとう、うの、えぐち、おくだ）
報画堂社員。自転車通勤をしているというだけの理由でつくば8耐出場を命じられる。
宇野は8耐出場で予定していた家族旅行を中止せざるを得なくなり、娘との間にも溝ができていたが本番のレース中に和解した。
江口はぽっちゃり体型でチーム内でも遅い方だが地道な訓練を重ねて巡航速度は上がっている。工一の作業速度に憧れていて車両整備も学んでいる。
コズエ
報画堂社員。ミホの後輩でハキハキしており仕事も早い。しかし、ミーハーなタイプで惚れっぽく、自身の感情や都合を優先して相手のことを考えずに発言する欠点がある。自転車通勤しているが、イヤホン付けたまま走っていて江口に「キミが危ないから止めてほしい」と止められた。
竹田タダシ（たけだ タダシ）
関東テレビでニュース番組を制作するディレクター。とある街頭インタビューでアオバと知り合ってから、作中の交通法規に関わるエピソードに多く登場し「番組のネタ探し」も兼ねて頻繁に来店するようになる。
基本的に悪人というわけではないが、モニターに自分の孫・カズキを連れてきたりと、たまに番組を私物化したりもする。
桃寺 コージ（ももでら コージ）
第2期2巻3話より登場。
アオバと偶然出会い、その己の理想を完全体現した（自らの描く漫画の主人公そのままの）姿にほれ込んで、並木橋へと引っ越してきた漫画家。喜怒哀楽が激しく、一見すると異常者にも見えるが、その心は非常に純粋な情熱を持つ少年のような中年。少年時代に大流行した「ホンダ・ローラースルーGOGO」に強い思い入れを持っているが、手に入るチャンスが二度あったにも関わらず「子供たちのため」に手放している。
代表作は自転車に乗って変身するポニーテールの魔法少女「ポニーちゃん」を主人公とした少女向け戦闘美少女漫画『くるくるポニーちゃん』で同作は（作中では）アニメ化も果たし、毎週日曜の朝に放映されている。
作品制作には関してはアナログ作画を貫いている。自動車免許もマニュアルを取得しているが、生来不器用らしく相当苦労している。デジタル作画やオートマチック車、扱いやすい最新の折りたたみ自転車よりも旧式で面倒な物を好む傾向がある。
アオバのクラス担任である海野サチコに一目惚れし、授業中にも不法侵入のうえ日参していたが、彼女のお見合い事件を切っ掛けにあらためて告白。12巻5話で電撃結婚、15巻にて第1子を懐妊したことを知らされる。
性格上のモデルは小野寺浩二。
カダハ・キンデュー
第2期12巻3話より登場。
宇宙の彼方からやってきた宇宙人。その役割は安楽を求めた末に多くの生物を巻き込んで滅亡するような「危険な知生体を処分する」というもの。「乗り物」を切っ掛けに地球人類がその道を歩んでいると判断しかけるが、アオバの乗る「自転車」を確認したことで監視任務に移行する。
松戸斉円（まつど さいえん）
第3期3巻3話より登場。
自称・超ド級天才科学者。桃寺の小学校時代の同窓生。「意識だけを跳ばすタイムマシン」や見た対象を擬人化して映し出す「ギジン化・アイ」を開発した。
作者の単行本あとがき曰く、SFネタ導入のために設定したキャラ。

## 登場した自転車
アオバ自転車店では自店による自転車製作（市販車・オーダーメイド車の両方）も手がけ、そのブランドは作中で「アオバスペシャル」と呼ばれている。また峠輪業時代のオーダーメイド自転車のブランドは「TOUGE（トウゲ）」である。
車名の後に記される巻話数は出典も兼ねており、複数話に登場した場合は登場した順に前者・後者と分けて説明する。車名の後の説明はすべて単行本に記述に基づくものである。
★=第1シリーズ「並木橋通りアオバ自転車店」。　☆=第2シリーズ「アオバ自転車店」。☆彡=第3シリーズ「アオバ自転車店へようこそ!」。☆ミ=第4シリーズ「アオバ自転車店といこうよ!」。

### スポルティーフ
- スポルティーフ
  - アオバ スポルティーフ（★1巻第1話）
  - アオバ シティー・スポルティーフ（★8巻第4話）- 「あと30センチアレバ自転車店」で中3になったアオバが徹夜で組み立てた車両。
  - TOUGE スポルティーフ（★18巻第7話）

### ロードレーサー・ロードバイク
- ロードレーサー・ロードバイク
  - アオバ ロードレーサー（★1巻第2話～）- モリオの愛車。下取りで入ってきた車両を4万円で購入した。初期は「蚊トンボ」と呼んでいた。☆彡11巻第2話での松戸斉円の「ギジン化・アイ」ではAOBAのレーサースーツを着たレーサーの男性が現れ、モリオを叱っていた。
  - TREK（★2巻第1話）
  - ビアンキ ツール・ド・フランス・レプリカ（★4巻第1話～）- 通称「パンター二・レプリカ」。モリオに感化されたナギサが購入した車両で車両価格69万円。★12巻第2話ではマルコ・パンターニの訃報が描かれており、☆彡11巻第2話での松戸斉円の「ギジン化・アイ」ではパンターニの姿で現れる。
  - ビアンキ トロフェオ（★4巻第1話）
  - ピナレロ（★4巻第7話）
  - ポルシェ Bike R（★7巻第4話）- 白井の愛車。もともとは別の車体色だったが特注で白に塗り替えている。
  - koga-miyata スポーツ（★10巻第6話）
  - TREK 1000（★11巻第4話）
  - アオバ W・WIND（★11巻第4話）
  - スコット CR1 TEAM（★14巻第7話）
  - ビアンキ XLカーボン（★15巻第6話）
  - TREK 2000（★18巻第2話）
  - KUOTA KREDO（☆01巻第1話）- ミホの会社のライバル会社「電影社チーム・ドラゴン」の竜崎社長が乗っていた車両。
  - アオバ チャイルロード（☆01巻第1話）-　つくば8時間耐久レースにアオバが出場した際に乗っていた車両。「チャイルド・ロード」を略してチャイルロードと名付けた。
  - TREK 1500（☆01巻第1話、5巻5-8話）- ミホの勤める会社で自転車チーム「報画堂・フィーバー」を結成したときにアオバ自転車店で5台（体格ごとに3種類）購入。のちに1台しかサイズのなかった車両を社長がネットオークションで購入した。新車ではなくオークションで探したのは購入したモデルのカラーリング（青と銀）にこだわったから。
  - KUOTA KOM（☆01巻第1話）- 竜崎社長のレーシング・チーム「ドラゴン・フォース」の一人が乗っている車両。
  - アオバ Japan Aoba Special - J・P・Sカラー（☆02巻第5話）
  - スペシャライズド ドルチェ・エリートコンパクト（☆09巻第1話）
  - TREK Madone（☆13巻第1話）
  - ビアンキ スクアドラ（☆13巻第4話）- 1986年製モデル。亡くなった祖父の遺品から見つけたが、ロードに興味のないオーナーのために1986ビアンキ・ロード改「シティ・ランナバウト」に改修。
  - ピナレロ ドグマ 60・1（☆14巻第2話）
  - TREK 7・2FX（☆15巻第6話）
  - 600Ｃ アオバスペシャル クロモリ・ロード（☆18巻第3話）- ロードマニアの冬野氏が小学4年生の息子用にオーダーした。部品としてイタリア・カンパニョーロ社製コンポーネント「コルサ・レコード（Cレコ）一次型」を持ち込んだが、クランク部分のサイズが合わないため、同じイタリア製だが「MICHE」というメーカーのパーツを使用した。冬野氏は息子にカンパニョーロにちなんで「完波」と名付けているが、周りからは初対面も含めて「寒波」と言われて笑われることが多く、当の本人は自分の名前を気に入っていない模様。
  - ブリヂストン グランヴェロ初代（☆彡2巻第5話） - 1975年に発売された最高級ロード・レーサー。当時の販売価格から現代の物価に換算すると「75万円」という超高級車。
  - ボテッキア・MILLE ジロ・デ・イタリアSPL（☆彡3巻第2話）
  - デ・ローザ R848（☆彡4巻第3話）
  - リドレー フェニックス（☆彡8巻第1-2話）- 自転車漫画の舞台版に出演する若者が本物を知るために購入。同2話ではその舞台を見て感化された女子高生が購入（友人もトレックを購入している）。単行本表紙では少し大人になったアオバのイメージとして同車両に乗っている姿が描かれている。
  - TREK 7・5FX（☆彡8巻第4話）
  - TREK Madone7（☆彡8巻第5話）
  - パナソニック ORCD 01（ゼロイチ）（☆彡9巻第4話）
  - スペシャライズド amira（☆彡11巻第4話）
  - MASI（☆彡13巻第1話）
  - ジャイアント ESPOIR 24（エスポア 24）（☆彡13巻4話）

### シクロクロスバイク
- シクロクロスバイク
  - ブリヂストン アンカースポーツ CX900（☆04巻第3話）
  - FOCUS Mares（☆彡6巻第3話）

### 電気自転車
- 電気自転車
  - ホンダ・ラクーン（★1巻第2話）- ナギサの愛車。ラクーン=アライグマから「ラスカル号」と名付けていた。モリオとの激坂勝負に敗れて以降は4kgの軽量化を施した。
  - ナショナル 陽のあたる坂道 リラクル（★1巻第5話）
  - パナソニック オフタイム（★17巻第3話）
  - パナソニック LALA5（☆彡5巻第1-2話）- ミホの買い物用の愛車。新婚のミホの将来を見据えてワカバが提案した車両。2話ではパナソニック・サイクルテック社の女性チームが登場し、同車両の完成秘話が描かれている。

### 実用車
- 実用車
  - ブリヂストン ニュースクル（★1巻第4話）- 新聞配達用に前籠や荷台を大型化、スタンドも停車時の安定性を重視した自立性の高い仕様。
  - 警ら用自転車（★7巻第4話/17巻8話）- 前者はアカネが昔憧れていた人が憧れていた乗っていたという車両。アカネ曰く白い自転車で普通じゃ買えなく黒井も乗るチャンスはあったけど乗らなかったという。その話を聞いた白井がそれに乗ると約束した自転車がこの車両だった。後者は学生時代に警ら用自転車に乗った警察官に助けられたことがきっかけで警察官になった新人警官の話。警ら用自転車は警察官の皆が乗るものであって「自分専用」というものはないことを言われ落胆していた。
  - 郵便配達用自転車（★17巻第4話）
  - 鳳凰号（★17巻第9話）- 創作が中国に旅をしていた時に見かけた車両。車体の異変に気付き、角材を使ってフレームを修理した。持ち主は過去に日本人観光客の車に鳳凰号を当て逃げされたことで日本人に嫌悪を持っており一度は創作を突き飛ばしていたが、修理をきっかけに考えを改めた。
  - 実用車 - 1970年代（☆01巻第5話）- アオバがタイムスリップした時のマサが乗る自転車。アオバがタイムスリップしたときのシチュエーションを再現するためにわざと自分の車両のブレーキを効かなくして元の時代に戻す手助けをした。
  - 三菱 十字號（☆07巻第1話）- 太平洋戦争終戦後に「三菱重工業津機器製作所」が作ったジュラルミンフレームの自転車。実際には飛行機を作れなくなったことによって余った資材の再利用に近く、メインのフレームはコの字に加工したものを多数のリベット打ちで固定している。BOX構造で軽く作るという飛行機屋の発想だが、恐ろしく手間がかかるため「自転車屋はやらない」と創作が評していた。それ以外にもフロントブレーキのワイヤーがハンダ付けで固定されていてすっぽ抜けしやすい。またフロントフォークがまっすぐなので、ハンドリングがクイックになり転びやすいといった欠点があり、創作や工一によって曲げ加工が施された。巻末あとがきによると、作者が目撃した実車のオーナーは作中で行われた改修もすべて自分でやったとのこと。

### 軽快車・シティサイクル
- 軽快車・シティサイクル
  - プジョー METRO COM-70F（★2巻第4話）
  - 丸石・ふらっか〜ず Como（★5巻第1話/★18巻第3話）- 前者はスカートを履かない母親のために夫がワンピース服と共に誕生日プレゼントとして贈ったもの。後者は後述のF・A（ふらっか〜ず・アンジェリーノ）戦争でふらっか～ず派の母親が乗っていた。
  - ナショナル ガチャリンコループ（★5巻第6話）
  - 丸石 カルスターV（★6巻第3話）
  - 丸石 ビューSD（★6巻第6話）
  - ブリヂストン アルサス（★9巻第3話）
  - ミヤタ・クォーツエクセル・アルファ（★10巻第6話）
  - プジョー COM Step・in（改）- アオバ改造版（★14巻第1話～）- それまで乗っていたNS40をアオバに譲ったためワカバの新たな普段用としてカスタマイズされた車両。車体色は塗り替え前のNS40と同じプジョー伝統の白で、ブレーキレバーを逆向きのオポジットレバーに、NS40と同じソービックG46N（＋フェンダーもアルミの長いものにした）のヘッドライトとフランス製のテールランプ（共にデッドストック品）にして最新のハブダイナモを装着。チェーンカバーに「WAKABA」ロゴを配する。当初は工一がワカバのためのアオバスペシャルを製作しようとしたが、普段乗りで使えないこともあり当のワカバから固辞された。
  - ミヤタ スーパーテクノライトGウルトラレーザービーム・ベルト（★14巻第6話）
  - パナソニック アシェット・ガチャリンコ（★14巻第6話）
  - ブリヂストン アルベルト・スーパーロイヤル（★15巻第1話）- 前輪ライト部のセンサーが速度を感知し自動で変速をコントロールする車両。
  - ブリヂストン ディザイヤー（★15巻第2話）
  - ブリヂストン アンジェリーノ（★18巻第3話）- 幼稚園でのF・A戦争でアンジェリーノ派の母親が乗っていた車両。その幼稚園ではふらっか～ずの「F派」とアンジェリーノの「A派」で派閥争いが行われていた。
  - 丸石・ふらつかーず（★18巻第4話）- ふらっか～ずの初代モデル。名前の「つ」が大きく「～」が「－」という差異がある（「～」になるのは1997年以降）。アオバが幼稚園の頃にワカバが乗っていた車両（幼稚園時代は子供乗せ仕様だったが、現在は専用のかごに変えられている）。F・A戦争の派閥争いに巻き込まれた新米の母親がワカバから借りて乗ってきた。
  - 丸石・ふらっか〜ず PaPa（★18巻第4話）- F・A派双方の母親を納得させたうえで新米母親の息子が選んだ車両。父親が子乗せのママチャリは恥ずかしいと言っていたが、この車両にしたら喜んで乗っていた。
  - ブリヂストン ブルゾン（★19巻第1話）- ジョルジェット・ジウジアーロが細部までデザインに関わった唯一の自転車。20年前にもらい事故で亡くなった双子の妹（作中では双子であることやどちらかが姉か妹かは明らかにはされていないが、生活環境から双子であることと、セリフでの名前の順番から妹とする）が生前欲しがっていた車両をネットオークションで4000円で購入しアオバの店で修理した。そして生まれてきた孫娘（双子の姉の子供）のために残しておくことを決めた。
  - ブリヂストン マリポーサ（★20巻第1話）- ブリヂストンの工場見学でワカバが試乗した車両。試乗後にワカバが絶賛した。
  - ブリヂストン サブナードスポーツ（☆05巻第1話）
  - エレクトラ アムステルダム・クラシック（☆07巻第6話）
  - コーダーブルーム Canaff 1・4CT（☆08巻第5話）
  - ブリヂストン ベルトロ 27インチモデル（☆15巻第3話）
  - ノイズバイク・クラシック（☆17巻第3話）
  - TREK ベルビル（☆18巻第4話）
  - ブリヂストン カマキリ権左ェ門（ゴザエモン）（☆18巻第6話）
  - ミヤタ LUCKLE（ラックル）（☆19巻第1話）- 結婚間もないモモコーがサチコへの誕生日プレゼントとして贈った車両。車体にはモモコーによるペットのネコや犬、サチコをモチーフとした猫耳の女神の絵が描かれている。
  - 踏力 スローピング・ラグ（☆19巻第5話）
  - パナソニック タフベルト・ガチガチロック（☆20巻第2話）
  - ブリヂストン ウェッジロック（☆20巻第5話）
  - ブリヂストン スーパーライト1983年型（☆彡2巻第1話）
  - ナショナル サイクラーMAC（☆彡2巻第4話）
  - アオバ シティサイクル（☆彡5巻第3話）- 長身ゆえに普通の自転車では足がつっかえてしまうナツキの弟たち3人での共同使用に「フレームのみをオーダー」し、市販の28インチ車のパーツで組み上げた。
  - ブリヂストン アルベルト・ロイヤル8（☆彡10巻第4話）- 内装変速か外装変速かで揉めていた幼馴染のコンビの二つの理想を合体させた車両。
  - ブリヂストン ビレッタ（☆彡12巻4話）
  - 丸石 プリミヤ・エクセル（☆ミ1巻2話）- 1980年に「超高級紳士専用車」として限定発売された。

### BMX
- BMX
  - ホフマンバイク SD-4（★2巻第1話）
  - ハロー メイキスト（★7巻第2話）

### マウンテンバイク
- マウンテンバイク
  - プジョー CADET（★1巻第3話）
  - スペシャライズド ハードロック クルーズFS（★1巻第6話）
  - マングース NX8.1（★3巻第2話）
  - スペシャライズド P-3（★4巻第5話～）- エリザベスの愛車。
  - ブリヂストン アンカー XNP（★6巻第3話）
  - GT チャッカー スリーポイントゼロ（★6巻第8話）
  - ジェイミス ダカール（★7巻第6話）
  - マウンテンゴート（★7巻第6話）
  - ヤマハ・モトバイク（★8巻第5話扉絵のみ）
  - マウンテンサイクル サンアンドレアスDHS（★8巻第5話）
  - サン・パトリニャーノ・ミロス（★9巻第6話）
  - クワハラ・GAAP・スパイク（★10巻第8話）
  - GT アイドライブ マラソン（★11巻第9話）
  - ダイヤモンドバック（★14巻第2話）
  - ARAYA MUDDYFOX?（★18巻第1話）
  - ルイガノLGS・XCエリート（☆14巻第2話）
  - GT ピース（☆17巻第2話）
  - TREK SAWYER（☆20巻第4話） - 「ゲイリー・フィッシャーコレクション」と呼ばれるシリーズで、1970年代に作られたビーチクルーザー改造の「クランカー」を最新技術で蘇らせた物。
  - スペシャライズド ファットボーイ（☆彡11巻第3話） - 幅10cmを超える太いタイヤが特徴のMTB（MTBの通常タイヤ幅は2インチ〈約5cm〉）。

### 折りたたみ自転車
- 折りたたみ自転車
  - ブリヂストン ワンタッチピクニカDX（★2巻第2話）- ミホの愛車。機械が苦手なミホでも簡単に折りたたむことができ、ミホに自信をつけさせるきっかけを作った。☆彡11巻第2話での松戸斉円の「ギジン化・アイ」では小さくて生真面目で賢そう（長岡談）な「ピクニカちゃん」が現れた。
  - ストライダ2（★3巻第5話）- 長岡の愛車。アオバの策中にハマり購入することとなった。
  - ブロンプトンMk3（★4巻第6話/☆彡12巻2話/☆彡13巻5話/☆ミ1巻1話）- 前者は同窓会に参加したビジネスマンがブロンプトンで来た同窓生に感化されて購入する。後者は折畳んでハンドルを出した状態の「転がし輪行」で電車に乗ろうとした若者が駅員に止められたのをアオバが目撃する姿が描かれている（ユーノ曰く、イギリスでは多くのビジネスマンがこの状態で使っているという）。
  - バイクフライデー ポケットロケット（★6巻第2話）- 上京した祖母が黒井と白井にアカネの誕生日に喜ぶプレゼントを持ってきた方を嫁にすると言い、黒井が用意した茜色の車両（白井はウェディングドレスを用意していた）。以後、アカネの愛車となる。
  - ブリヂストン トランジットコンパクト（★7巻第1話）
  - ブリヂストン トランジットスポーツG26（★9巻第3話）- もっと速く走れる自転車を求めていたミホに工一が勧めた車両。しかしアオバは今のままでいいと言い購入にまでは至らなかった。
  - ビアンキ ミラノCD（★10巻第4話）
  - ZEROBIKE（★10巻第4話）
  - パナソニック・トレンクル6500（★13巻第3話）- ヒバリの愛車。PV撮影のギャラとして手に入れた。次巻5話で工一の手により変速機が追加され、シートチューブに「AOBA」のステッカーが貼られている。☆彡11巻第2話での松戸斉円の「ギジン化・アイ」では眼鏡をかけた理工系の男の子が現れ、軽いフットワークでトレンクルの特徴を説明していた。トレンクルの名は「トレイン+サイクル」から。
  - トースト 17バイシクル・エクスウォーカー（★15巻第5話）
  - ブリヂストン グランテック（★19巻第2話/☆彡5巻第4話）前者は年式不明、アニメーターの若者が乗っていた。後者は1984年製で、免許を取得したばかりのモモコーがドライブがてらサイクリングをしたいという目的でサチコ用に購入した。
  - ルイガノ LGS-CM（★19巻第4話）- 引っ越しで置き去りにされた子犬を届たいというヒバリのために、店の試乗車をアオバがこっそり持ち出して一緒に引っ越し先に向った。なお、その子犬は引っ越し先には凶暴な大型犬がいたため届けられず、峠・大沢家でもそれぞれの家庭の事情（峠家はワカバの健康上の理由から、大沢家は飲食業のため）で飼うことができなく、途方に暮れていたところに現れたヒトハが引き取った。
  - DAHON メトロ（☆05巻第4話）
  - ブリヂストン エマルジェン（☆11巻第1話） - 正確には「組み立て式」。
  - パシフィック イフ・モード（☆13巻第2-3話）
  - ブリヂストン ピクニカPC-160（☆彡5巻第4話）1983年製。モモコーが五六七八輪業で購入した車両。14番のスパナ一本で折りたたみを行う「ちょっとめんどくさい」自転車。一緒に購入したサチコのグランテックと対等に走れるよう内装8段のハブギヤを搭載しブレーキを強化している。
  - リーズ&ミューラー BD-1（☆彡6巻第1話）
  - ミヤタ zigzag（☆彡6巻第6話）- 大工職人の老人が乗っていた車両。老人が現場で落下した際に建材の下敷きになり大破。五六七八輪業でもめったに出ないというほど生産台数が少ない。
  - ミヤタ クリックフォールディング アクション1（☆彡6巻第6話）- 上記のジグザグと同じミヤタの16インチ折り畳みモデル。前述の老人の息子夫婦が退院祝いとしてプレゼントした。
  - パシフィック キャリーミー（☆彡12巻2話）- 当時付き合っていた彼女にいいところを見せたいがために若者がアオバの店で購入したがその後フラれ、駐輪場で長らく放置されていたところ、同じマンションの住人である女子高生が興味を持ちその後譲渡される。オレンジ色の車体色から譲渡後に「みかん号」と名付けられた。
  - タイレル FX（☆彡12巻6話）- 讃岐うどんが好きがために太ってしまった男性社員（香川県出身）のために海外出張の3か月で痩せたら結婚すると約束した同僚の女性社員が用意した車両。納車の際アオバの提案でワカバが宮尾の1993年初出作『七味撫子うのん』の主人公、讃岐うのんの姿（大人になったという設定）で現れる。
  - DAHON ヘリオス（☆ミ1巻3話）- 変則操作が苦手でロードを破損してしまった女性に勧め、変速が必要な時を学ぶと、ロードのパーツを移植した「ヘリオス・改」にカスタムした。

### デモンターブル
- デモンターブル
  - アオバ デモンターブル（★2巻第5話）

### ミニサイクル
- ミニサイクル
  - プジョー NS40（★2巻第7話～）- 現在のアオバの愛車。表紙のみなら★1巻第1話から登場している。ワカバが高校生の時に購入したものを乗り継いでいる。車体色も白から空色に塗り替えられている。もともとは注文していた色と違う色で届いたものをマサの薦めもあってワカバが選んだ。☆彡11巻第2話での松戸斉円の「ギジン化・アイ」では年代車ゆえにフランスのおばさんが出てくるんじゃないかと擬人化を拒否していたが、実際にはフランスの若い女性が現れ、アオバに乗ってくれていることを感謝しワカバにもよろしく伝えるよう頼んで元の自転車の姿に戻る。
  - デキ 20CFストリート（★4巻第4話）
  - PALMINO Dog Bicycle（★13巻第7話）- 徳島県の「有限会社SAKOH」が販売した「犬好きの犬好きによる犬好きのための自転車」。
  - 20インチミニサイクル（★15巻第6話）- モリオとナギサが自転車抜きのデートをした時に借りたレンタルサイクル
  - ランドウォーカー コアラ（★16巻第1話、☆4巻6-8話）- 前者はママチャリ転倒して腰を痛めた老人（アオバの同級生の祖父）のために引きこもっていた孫（同級生の兄）が自分のゲームソフトを売りに出して購入した車両。後者ではランドウォーカー創設者・稼農公也による開発秘話が描かれた。
  - 20インチミニサイクル - 1970年代（☆01巻第4話）- 70年代にタイムスリップしたアオバが実物を見て感激した1台。タイヤが花柄パターンでツインライト搭載モデル。
  - プジョーNS40[ネイマン社製ステアリングロック付]（☆02巻第1-2話）- 保険会社勤務の男性が20年以上前に同棲していたミュージシャン志望の女性の誕生日プレゼントとして購入したもの。1枚だけ出したレコードのモデルになってもらったことを縁に現在はその女性の姪が乗っている。車体色は女性の名前にちなんだオレンジ。3年前にタイヤ流通の事情で車輪を550Aから22インチに組み替えてある。この車両にはネイマン社のステリングロック機構が付いてるため、年式の異なるアオバの車両にはついてないためアオバは悔しがっていた。
  - ランドウォーカー ポニー（☆4巻6-8話）- 開発秘話でコアラと共に発表された車両。コアラは前後三輪が20インチなのに対して、ポニーは後輪を24インチにしている。
  - ランドウォーカー かるがも（☆4巻6-8話）- 2008年の道交法改正時に出された「子供乗せ3輪自転車案」で、他メーカーの後追い商品（コストを下げた安物）を危惧した稼農が発表した独立懸架「補助輪」を備えた「四輪自転車」。
  - エレクトラ ハワイ24（☆07巻3話）
  - ラレー・トゥエンティ（☆10巻第6話～）- ユーノの愛車。ユーノに自分の愛車を酷評されて憤慨していたアオバがこの車両を見て「美しい」と絶賛していたが「TWENTY」の読みが分からず最初は「たうえ」読んでいた。松戸斉円の「ギジン化・アイ」の時は擬人化することを拒否したため計測不能となった。
  - ブリヂストン ミニカマキリG（ゴザエモン）（☆18巻第6話）
  - ナショナル ファーストレディ（☆彡3巻第4話）- モモコーの読み切り作品として登場した自転車。粗大ごみに捨てられる前の1週間だけ人間（女性）になるという話。強力な助っ人として現れた団田ダン（だんだ ダン）の思い入れの強い車両で、それをモチーフとして作品が出来上がった。
  - サカモトテクノ ギムレット・ガールズ22（☆彡10巻第6話）- アオバの同級生の女の子の誕生日プレゼントとして贈られた車両。父親は当初アオバのと同じ色のNS40を探していたが五六七八輪業でも見つからず、たまたま公園で会ったアオバの言葉からアオバのNS40のイメージに近いものを選んだ。

### 小径車
- 小径車
  - パナソニック ロデオ（★3巻第4話）‐ 「乗る」より「乗りこなす」ための自転車。車体色により3タイプあり（黄色＝初級、赤＝中級、黒＝上級）、紋太の娘、樹里に気に入られようとするためにロバがアオバの店から初級モデルを購入しテクニックをマスターするが中級や上級があることをロバは知らなかった。工一は上級モデルも普通の自転車のように乗りこなしている。
  - アオバ 16インチミニベロ（★3巻第1話）- ナツキの愛車で車体色は黄色。アオバの店で試乗して興味を持つも新車で15万円という値段を聞いて断念しかけていたが、父親と弟からホワイトデーのお返しとしてプレゼントされた（中古だったため値段も新車の45%オフで、倹約を通していたナツキの目標を若干オーバーながらもクリアしていた）。以後、並木橋通りの新しい名物となった。☆彡11巻第2話での松戸斉円の「ギジン化・アイ」ではナツキと同じ姿で現れ、背が高く足の速い人を見つけて追いかけていた。
  - プジョー コリブリ-16（★5巻第5話）
  - ジャイアント revive i3（★12巻第1話）- フレームにリアキャリア装着スペースのない内装3段モデル。腰を痛めた会社社長のためにアオバが用意した車両。
  - ブリヂストン マリポーサ MINI（★20巻第1話）- ブリヂストンの工場見学の際に試乗した車両。当初はアオバが乗ろうとしたが身長制限（145センチ以上）で乗れず、代わりに工一が試乗した。
  - 日本ロボティクス Yahichi 2WD（★20巻第5話）‐ 大雪の中でも配達したいというナツキのためにエリザベスが用意した車両。フロントが片持ちアームで前輪も駆動する2輪駆動車。
  - ルイガノ MV2PRO（☆07巻3話）
  - ブルーノ ミニベロ ロード20（☆12巻第2話）
  - ルイガノ スキュービィ（☆14巻第7話）- 小径車にキックスクーターのようなステップが付いた車両。常に「めんどくさい」という女性のためにアオバが勧めた。
  - ブリヂストン ジョシスワゴン（☆彡1巻第6話）

### チョッパー
- チョッパー
  - シュウィン スティングレイ クレイト（★3巻第6話）
  - シュウィン スティングレイ 20″（★17巻第5話）
  - TOXIC MTX（☆彡4巻第2話）

### ビーチクルーザー
- ビーチクルーザー
  - シュウィン クルーザーSS（★4巻第3話）
  - シュウィン ブラック・ファントム（★10巻第4話）
  - エレクトラ RAT・ROD（★12巻第6話）
  - エレクトラ クラシック（★12巻第6話）
  - エレクトラ ロカビリーブギ（★20巻第3話）
  - エレクトラ クルーザー（☆14巻第2話）
  - BLESS モデルMAHILOW（☆彡3巻第1話）
  - BLESS モデルSHO（☆彡3巻第1話）

### タンデム自転車
- タンデム自転車
  - TOUGE・WAKABA（★5巻第8話）- 工一がワカバへプロポーズしたときに用意した車両。創作がワカバのための自転車を作れと命じ、当初はワカバの体調を考慮した車両を作るもことごとく却下されていた。その後紋太との会話からヒントを得て一人で作り上げた。この車両と共にプロポーズの姿を見たヒトハは「26インチのエンゲージリングね」と呟いていた。★9巻第9話でのワカバの退院時にも登場している。
  - アオバスペシャル・デモンタンデム（★9巻第3話） - 作品オリジナル、車体の中央で分割できることからデモンターブルのタンデム＝デモンタンデムと名付けられる。新人社員が長岡に興味をもちスランプに陥っていたミホとそれが原因でミホからさけられていた長岡との関係が修復した際にアオバが提案した車両。
  - アオバ タンデム（☆彡13巻3話）- 24時間で100万円使い切ってもらうというテレビ企画で選ばれた宅配便の男性がオーダーした車両。「24時間以内」「自転車」「自分のために使う」という条件のなか、この日に注文することも条件として可能だったため工一が提案した。

### リカンベント
- リカンベント
  - BIKE-E CT（★6巻第1話）
  - TOUGE リカンベント・キャンピング（★11巻アオバ人物図鑑）

### プロムナード
- プロムナード
  - アオバ プロムナード（★10巻第3話）

### キャンピング車
- キャンピング車
  - TOUGE キャンピング（★7巻第9話）- 「TOUGE」ブランドの最後の1台として創作が工一に依頼し製作した車両。

### ランドナー
- ランドナー
  - アオバ ランドナー（★2巻第2話/★7巻第9話）- 後者でアオバの誕生に合わせ創作が製作したランドナー。これが新生アオバ自転車店としての第1号の車両となり、創作が手掛ける最後の車両となった。アオバの誕生と共に工一が製作したキャンピング車と交換し、工一がそのフレームに「AOBA」の名前を刻んだ。前者では自転車を袋に入れて電車に乗る姿を見て不思議がっていたミホに工一が自分の車両として実際にばらして袋に入れる姿を見せた。
  - R・エルス - ルネルス（★2巻第6話）
  - TOUGE ミキスト（★2巻第6話）
  - TOUGE ランドナー（★4巻第8話）- ワカバを工一の結婚相手に相応しいかどうかを見定めようとしたヒトハが峠輪業で一番安いものと高いものを購入しようとしたときに工一が一番高い物として説明した車両。ただしフレームサイズが大きすぎるため購入を勧めなかった。その歯がゆさから工一に自分に合った最高の車両をオーダーした。
  - ARAYA ランドナー RAN（★16巻第5話）
  - アオバ ミキスト（☆14巻第1話）
  - DAVOS 603ランドナー（☆17巻4話）- ナギサの同級生が祖父からの形見分けで手に入れたフロントバッグを切っ掛けに3カ月バイトして購入。
  - LINUS ミキスト3（☆彡12巻3話）
  - LINUS ロードスタークラシック（☆彡12巻3話）
  - LINUS ロードスタースポーツ（☆彡12巻3話）

### クロスバイク
- クロスバイク
  - キャノンデール バッドボーイ（★5巻第2話～）- 黒井の愛車。ベスパが全損したことを機に代わりの足としてアカネが用意した。☆彡11巻第2話での松戸斉円の「ギジン化・アイ」ではアメリカの不良が現れ黒井に掴みかかるも返り討ちにされて自転車に戻った。
  - ビアンキ ナイアラ レディース（★8巻第7話）
  - ビアンキ プリマヴェーラ メンズ（★11巻第8話）
  - スペシャライズド グローブ・サンフランシスコ（☆06巻第3話）
  - キャノンデール フーリガンⓇ（☆12巻1話）
  - キャノンデール バッドガール（☆彡3巻第5話）- 黒井に助けられたことを機に黒井に憧れ弟子入りをしたOL（黒井・アカネの警察官時代の上司の娘）にアオバが奨めた車両。
  - スペシャライズド vitaエリート（☆彡5巻第5話）
  - アオバオリジナル W-11（ウインド・イレブン）（☆彡10巻第4話）‐「アルベルト・ロイヤル8」を購入した"内外コンビ"をぶっちぎれる自転車を、と二人の幼馴染である女子生徒の父親がオーダーした車両。シマノALFINE（内装11段変速）を装備。
  - ジャイアント エスケープ（☆彡11巻第1話）- 「今は自転車女子!」という母親の言葉から自転車に乗ることになり、「超定番」という言葉に惹かれた女性が選んだ車両。当初はESCAPEという名前から「逃げ」だと思っていたが、乗っていくうちに「日常からの脱出」であることに気づく。車体色はネオンイエロー、で友人からは冒険したと言われている。なお、その女性の母親はバブル期に一世を風靡したディスコのお立ち台で踊っていたことがあり、父親はその下でかぶりついていた。その時に着ていた服を女性が着てみたところ母親に酷評されたことから自転車に乗るよう勧められた。

### シングルスピードレーサー
- シングルスピードレーサー - 公道走行に適合できるようにフリーホイールやブレーキ、リフレクターを装備したピスト風の車種。
  - ビアンキ PISTA（★18巻第2話）
  - アオバ ONブレーキ・ピスト（★20巻第6話）
  - アオバ シングル・スピードレーサー（☆06巻第1話）- このエピソードには、ほぼ同一仕様の「TOUGE シングル・スピードレーサー」も登場。
  - TOUGE ピスト・岩田スペシャル（☆ケイリンチャレンジ編）
  - TOUGE ピスト・モリオスペシャル（☆ケイリンチャレンジ編）
  - TOUGE ピスト・中尾スペシャル（☆彡10巻第2話）‐5本のフレームをオーダーし、内訳はそれぞれ乗り味の異なるフレームで練習用が3本、レース用を2本。前述の岩田スペシャルも同じで「練習もレースも楽しめること」を前提にオーダーした。

### BTR
- BTR（バイクトライアル）
  - TOUGE B・T・R（★20巻第7話）- 工一が高校生の時に創作が作った車両。当時、実車が日本に数えるほどしか入ってこなかったため、創作が自分で製作した。

### 子供車
- 子供車
  - 16インチスポーツ（★6巻第10話）- 工作が工一のために制作していた車両。工一の3歳の誕生日を目前にし、塗装前の仮組みを終えた段階で工作が帰らぬ人となり、塗装しないのと聞く工一から取り上げ倉庫の奥へしまっていたが、工一はひそかにペダル無しで練習しており、息子夫婦を亡くして傷心状態だった創作を立ち直らせるきっかけを作った。ワカバとの結婚前日に工一が白に塗り直した姿で墓前に供え、その際に生まれた子供（=アオバ）の名前をフレームに刻もうとワカバが提案した。そして、★9巻第10話では幼稚園だったアオバが乗れるようになって初めてフレームに「AOBA」のステッカーが貼られた。☆彡11巻第2話では松戸斉円が開発した「ギジン化・アイ」で工作に会えるかもしれないと工一がこの車両を持ってきた姿が描かれている。
  - ブリヂストン クロスファイヤージュニア J03（★11巻第1話）- アオバの同級生の男子生徒の自転車。行方の分からなくなった捨て犬を探している途中で工事現場のカラーコーンに引っ掛けた際にスポークが一本折れてアオバの店にで修理した。この男子生徒はクラス対抗の32人33脚に参加しないでいたが、工一からスポークのバランスの例えを聞いたことをきっかけに32人33脚に合流した。なお捨て犬は男子生徒のアパートでは飼えなかったが担任のサチコが引き取って飼っている。
  - アオバスペシャル「サクラ色のおくりもの」（★11巻第10話）- アオバの小学校入学式前日の回想で、陶芸家の老人が小学校に入学する孫のためにオーダーした車両。不慮の事故で組み立て前のフレームが使えなくなったため1から作り直すこととなる。作り直しに際してはアオバの入学式のために戻ってきた創作も加わり、どうしても翌日の入学式前に間に合わせたいという依頼から一晩で完成させた。孫の名前である「サクラ」にちなみ、サクラ色の車体色や花びらの模様、依頼主の手作りによる名前の入ったヘッドマークなどが盛り込まれている。車名の「サクラ色のおくりもの」は単行本15巻巻末で便宜上付けられた名前である。
  - ミヤタ スタージャック・ジュニア（★18巻第1話）
  - ブリヂストン スピーダー（★20巻第1話）‐ ブリヂストンの工場見学で最低身長に足りずマリポーサ・ミニに乗れなかったアオバに用意した車両。
  - くるくるポニーちゃん コロコロン号 16インチ - 架空のキャラクター商品（☆02巻第3話）
  - ブリヂストン レベナ（☆15巻第2話）
  - ブリヂストン バンビ（☆彡1巻第1話）- とある老婦人からの依頼で、小学校に入学する孫への「亡夫からのプレゼント」として五六七八が新潟の閉鎖店舗から引き取った品物。コンディションも良く、創作を巻き込んでの納車整備となったが、創作によってハブダイナモによるLEDライト化・マウンテンバイク用のブレーキシューを整形して装着するなど近代化されている。
  - ナショナル ポピー（☆彡2巻第4話）
  - エレクトラ スパーカー・キッズ（☆彡2巻第6話）
  - ブリヂストン クロスファイヤー・ジュニア（☆彡2巻第6話）
  - ブリヂストン BWX（☆彡13巻2話）

### ジュニアスポーツ車
- カワムラ ダイバーテクノス（★18巻第7話）
- ブリヂストン ヤングウェイN26（★20巻第2話）
- ミヤタ サリー5（☆01巻第4話）
- ナショナル エレクトロボーイ（☆01巻第4話）
- ブリヂストン アストロG（☆彡1巻第5話）

### その他
- メルセデス・ベンツ・シティバイク（★2巻第3話）
- TOUGE ミキスト（★2巻第6話）
- プジョー（★6巻第9話）
- ツノダ ロビン（★9巻第1話）
- ブリヂストン アビオス B8（★17巻第2話）
- ラレー マリオン・クラシック26（★19巻第3話）
- ラレー クラブマン（★19巻第3話）
- ノーブレーキピスト（★20巻第6話）
- アオバスペシャル W・MAG（☆01巻第3話）- マサ用にヒトハがオーダーした車両。シンプル・頑丈・トラブルフリーを信条にした29インチ車。車名の由来はトップチューブに懸架されたロングサイズのマグライト（警棒としても使用可能）が2本から。
- ブリヂストン ロードマン - 初代（☆01巻第4話）
- ミヤタ・ブリット（☆02巻第5話）- マシンの規格を統一することで、純然たるスポーツ競技として楽しむことを意図して作られた「自転車のF1」。
- ミヤタ・プローサム ライト（☆02巻第7話）
- 光風 ケンコー号（☆16巻第5話） - 1966年製。
- ブリヂストン サブマリーナ・ディスク（☆17巻第1話）- 前巻のケンコー号に続く40年物の自転車。取材時に両車ともピカピカの新車状態で見つかったというレア物。
- 安全自転車 TPS-10 スピードツアー（☆彡6巻第4話）
- ナショナル B-12P パーフェクト・ステンレス（☆彡7巻第2話）
- ミヤタ エアボーン（☆彡12巻1話）- 1964年製。旧東京オリンピックの年に生まれた自転車。

### 登場した自転車以外の車両など
- 自動車
  - ルノー・エクスプレス（★1巻第1話～）- アオバ自転車店の社用車。左ハンドル車のため、後に免許を取得したワカバは運転できなかった。
  - プジョー・306（★2巻第5話）
  - フェラーリ・360モデナ（★2巻第6話）
  - マツダ・ロードスター（★3巻第2話）
  - スズキ・ワゴンR（★3巻第2話）
  - ポルシェ・911 カレラ（★5巻第2話～）- 白井の愛車。
  - ランボルギーニ・ディアブロ（★5巻第2話）- 白井に対抗意識を燃やした黒井のイメージ画として登場。
  - ホンダ・ライフピックアップ（★6巻第10話）- 峠輪業時代の2代目社用車。
  - フォード・GT40（★7巻第7話）
  - スズキ・キャリイ（★8巻第9話）- 紋太が運送屋に勤めていた時に乗ってきた軽トラック。路駐していた客の車の移動を促すため店内に入った途端に後ろから来た車に追突された。その他にも★1巻5話にも別の軽貨物便車両としても登場。
  - トヨタ・カローラスパシオ（★9巻第2話）
  - BMW車種不明（★9巻第6話）
  - Mini（★9巻第8話）
  - ホンダ・CR-X（★10巻第3話）
  - メルセデス・ベンツ車種不明（★11巻第9話）
  - ホンダ・Z（★14巻第5話～）- 黒井の愛車、ヒバリのボディーガードを引き受けた際に購入。「ゼロ・ブラック」という純正色のつや消し黒で、フルチューンされた輸出仕様の600エンジンを搭載。
  - ホンダ・アクティバン（★14巻第7話）- ナツキのバレンタインの告白イベを見たいがためにフィーバー親子が乗っていた軽貨物便車両。
  - スバル・サンバー（★15巻第4話）- 引っ越し前に登場しただるまコロッケ店の社用車。ヒバリを励ました下半身不随の少年が手術のためにアメリカに発つときに見送りのため空港へ向かう際に亀夫が運転していた車両。なおこの少年はのちにヒバリが歌手「スカイラーク」になるきっかけを作った人物でもある。
  - トヨタ・ist（★17巻第8話）
  - フォード・エクスカージョン（★17巻あとがき）
  - いすゞ・ピアッツァ（★19巻第1話）「ブリヂストン・ブルゾン」編に登場。登場した父親が強いこだわりを持って新車で購入したが、居眠り運転の対向車による貰い事故でシートベルトをしなかった双子の娘のうちの一人を亡くして以降はハンドルを握ることはなかった。20年後にブルゾンを見つけてアオバの店で再生し、もう一人の娘に子供が生まれたことをきっかけにATの車両を購入、後部座席に最新型のチャイルドシートも装備した。
  - ダイハツ・エッセ（☆07巻3話）
  - スバル・レックスコンビ（☆07巻3話）
  - トヨタ・ハイエースバン（☆彡1巻第1話）-五六七八輪業の社用車。
  - フォルクスワーゲン・タイプII（☆彡5巻第4話）- モモコーの愛車。自転車やペットを一緒に乗せれるミニバンを購入しようとしたが、MTに拘るモモコーのためにハジメが勧めた。後部サイドドアには桃寺マークが入っている。
  - ホンダ・T360（☆彡16巻第4話）- 峠輪業時代の初代社用車で2代目購入後にハジメに譲り、小峰輪業（五六七八輪業の旧店名）の社用車として使われていたものを、ワカバの免許取得を機に峠家に里帰りし、ワカバの専用車となる。後付けでタコメーターが追加されていた。
- オートバイ
  - ヤマハ・YZF-R1（★1巻第2話）
  - カワサキ・GPZ900R（★1巻第2話）- モリオが憧れていたバイク。
  - カワサキ・ZZR400?（★2巻第4話）
  - ホンダ・ダックスST-70SPORT（★2巻第7話）- 工一の友達の車両、後ろに工一が乗っていた。
  - ヤマハ・マジェスティ（★3巻第2話）
  - ヤマハ・V-MAX（★3巻第4話）- ロバの愛車。パナソニック・ロデオでやってきた工一に乗りこなせるかと挑発するが、その工一がマックスターンやジャックナイフターンなどのテクニックを見せたため唖然としていた。
  - ヤマハ・TY250?（★3巻第7話）
  - ホンダ・CBR929RR（★4巻第2話）
  - ホンダ・CBR1100XXスーパーブラックバード（★4巻第2話）
  - ベスパ（★5巻第2話）- 初登場時の黒井の愛車、業務中に全損し廃車となる。
  - ヤマハ・ジョグ（★5巻第2話）
  - ホンダ・モトコンポ（★10巻第7話）
  - ホンダ・CBX400F（★16巻第6話）- 高校生時代の鶴子を庇って自転車で事故死した暴走族総長の愛車を副総長から受け継ぎ、3年後に返すこととなった。
  - ホンダ・スーパーホーク？（★16巻第6話）- 集会前にコロッケの買い出しに来るマキの愛車。
  - ホンダ・ディオ（★17巻第3話）
  - ホンダ・TL-50バイアルス（★20巻第7話）- 高校時代の工一に原付免許を取得させてあらゆる車種の特性を教えるために創作が購入した中古のバイク、フロントがディスクブレーキに改造されていた。
- TOUGE リヤカー（★3巻第7話）- 紋太がマリを妊娠させたときにマリの父親である小沢一烈（おざわ いちれつ）がその本気度を確かめるため、紋太に24時間以内に100キロの荷物を100キロの距離を運ばせた。車輪の異変に気付いた工一が紋太が休んでいる間に修理（破損したベアリング交換とグリスアップ）を施したことで一度は失格にしたが、自身が会社を興したころのバランスが蘇った変化に驚き、工一の説明のを聞いた一烈が紋太とマリの結婚を認めた。実は一烈のオーダーで創作が組んだリヤカーであったことが明かされる。創作謹製ということもあって数10年を経ても車体そのものには問題はなく、ベアリングは当時手に入る部品レベルの問題だった。
- リノ・コネクション バイクトレーラー（☆07巻3話）
- TOUGE・ 人力車（★6巻第4話）- とある音楽家が、かつて別れた女性が娘を産んでいたことを知り、結婚する娘に一目会いたいと営業していた車引きから借りた。
- 手押し車（☆15巻第4話） - 俗称・ネコ。ワカバが町はずれの無人販売に足を運んだ時に右足が折れたのを目撃し、その老婦人に代わりワカバが工一へ修理を依頼した。修理と共にサブフレームで補強したが、ハンドル部分の亡き主人による手書きの名前を見て補強部分にしか塗装を入れていない。
- 一輪車[学童体育教材用]
  - ブリヂストン スニーカー（★15巻第3話）
- キック・スクーター
  - ホンダ・ローラースルーGOGO（☆02巻第4話）- モモコーが粗大ゴミから見つけて工一にレストアを頼むも45kgまでという体重制限で乗ることができず、のちにアオバ自転車店に引き取られた模様。☆14巻7話ではアオバらが公園で友達と代わる代わる乗っていた。
  - ホンダ・ローラースルーGOGO７（☆09巻第6-7話）- GOGOの上級モデルで60kgまでの体重の子供が乗れる車両。サチコが学校の資料室から未使用品で見つけ出した。当初は学校の遊具として使われる予定だったが、一連の事故による社会的圧力の影響で代々の体育教師によって封印されていた。モモコーに頼まれてサチコが実際に乗って安全性を確認した校長（孫がモモコーのアニメのファン）がそれを探し続けていたモモコーに発売当時の値段で譲渡を持ちかけるも、発売当時よりも大きくなった子供たちのためにあえて固辞した。話は前後するが、前述のGOGOに乗ることのできないモモコーに工一がその存在を教え、サチコが学校で見つけ出す前に一度はネットオークションで見つけるも、希少性をいいことに法外な値段（発売当時の価格の10倍以上）を付けていたのを見たモモコーは憤慨していた。なお、憤慨していたのは買えないからではなく「子供の遊具に10倍もの値を付けるようなヤツからは買いたくない」というポリシーからだった。

## 書誌情報

### コミックス版
- 宮尾岳『並木橋通りアオバ自転車店』少年画報社〈ヤングキング・コミックス〉、全20巻
  1. 1999年10月8日発売[5]、ISBN 4-7859-1945-0
  2. 2000年6月26日発売[6]、ISBN 4-7859-2002-5
  3. 2001年5月11日発売[7]、ISBN 4-7859-2084-X
  4. 2001年11月19日発売[8]、ISBN 4-7859-2139-0
  5. 2002年4月10日発売[9]、ISBN 4-7859-2176-5
  6. 2002年8月31日発売[10]、ISBN 4-7859-2227-3
  7. 2003年2月27日発売[11]、ISBN 4-7859-2284-2
  8. 2003年6月11日発売[12]、ISBN 4-7859-2318-0
  9. 2003年9月29日発売[13]、ISBN 4-7859-2349-0
  10. 2004年1月29日発売[14]、ISBN 4-7859-2388-1
  11. 2004年5月10日発売[15]、ISBN 4-7859-2421-7
  12. 2004年8月4日発売[16]、ISBN 4-7859-2451-9
  13. 2004年11月26日発売[17]、ISBN 4-7859-2487-X
  14. 2005年5月10日発売[18]、ISBN 4-7859-2539-6
  15. 2005年8月10日発売[19]、ISBN 4-7859-2565-5
  16. 2005年12月9日発売[20]、ISBN 4-7859-2593-0
  17. 2006年5月1日発売[21]、ISBN 4-7859-2641-4
  18. 2006年10月10日発売[22]、ISBN 4-7859-2693-7
  19. 2007年2月9日発売[23]、ISBN 978-4-7859-2744-8
  20. 2007年6月25日発売[24]、ISBN 978-4-7859-2799-8
- 宮尾岳『アオバ自転車店』少年画報社〈ヤングキング・コミックス〉、全21巻（本編20巻＋番外編1巻）
  1. 2007年9月25日発売[25]、ISBN 978-4-7859-2853-7
  2. 2008年1月11日発売[26]、ISBN 978-4-7859-2899-5
  3. 2008年5月9日発売[27]、ISBN 978-4-7859-2955-8
  4. 2008年7月9日発売[28]、ISBN 978-4-7859-2989-3
  5. 2008年9月26日発売[29]、ISBN 978-4-7859-3028-8
  6. 2008年11月25日発売[30]、ISBN 978-4-7859-3065-3
  7. 2009年2月25日発売[31]、ISBN 978-4-7859-3112-4
  8. 2009年5月11日発売[32]、ISBN 978-4-7859-3156-8
  9. 2009年8月7日発売[33]、ISBN 978-4-7859-3205-3
  10. 2009年10月26日発売[34]、ISBN 978-4-7859-3253-4
  11. 2010年1月21日発売[35]、ISBN 978-4-7859-3302-9
  12. 2010年4月26日発売[36]、ISBN 978-4-7859-3371-5
  13. 2010年9月27日発売[37]、ISBN 978-4-7859-3471-2
  14. 2010年11月29日発売[38]、ISBN 978-4-7859-3516-0
  15. 2011年2月14日発売[39][40]、ISBN 978-4-7859-3566-5
  16. 2011年6月10日発売[41]、ISBN 978-4-7859-3636-5
  17. 2011年7月30日発売[42]、ISBN 978-4-7859-3663-1
  18. 2011年10月29日発売[43][44]、ISBN 978-4-7859-3727-0
  19. 2012年2月29日発売[45]、ISBN 978-4-7859-3793-5
  20. 2012年6月8日発売[46]、ISBN 978-4-7859-3858-1

  - 番外編『アオバ自転車店 ケイリンチャレンジ編』

2010年10月25日発売、ISBN 978-4-7859-3489-7
- 宮尾岳『アオバ自転車店へようこそ！』少年画報社〈ヤングキング・コミックス〉、全20巻
  1. 2012年8月30日発売[3][48]、ISBN 978-4-7859-3911-3
  2. 2012年10月29日発売[49]、ISBN 978-4-7859-3951-9
  3. 2013年2月8日発売[50]、ISBN 978-4-7859-4012-6
  4. 2013年6月29日発売[51]、ISBN 978-4-7859-5076-7
  5. 2013年7月29日発売[52]、ISBN 978-4-7859-5094-1
  6. 2013年12月16日発売[53]、ISBN 978-4-7859-5185-6
  7. 2014年5月30日発売[54]、ISBN 978-4-7859-5298-3
  8. 2014年6月30日発売[55]、ISBN 978-4-7859-5323-2
  9. 2014年11月29日発売[56]、ISBN 978-4-7859-5434-5
  10. 2015年3月30日発売[57]、ISBN 978-4-7859-5509-0
  11. 2015年4月30日発売[58]、ISBN 978-4-7859-5537-3
  12. 2015年9月30日発売[59]、ISBN 978-4-7859-5631-8
  13. 2015年11月30日発売[60]、ISBN 978-4-7859-5672-1
  14. 2016年5月30日発売[61]、ISBN 978-4-7859-5787-2
  15. 2016年7月30日発売[62]、ISBN 978-4-7859-5830-5
  16. 2016年11月30日発売[63]、ISBN 978-4-7859-5913-5
  17. 2017年4月5日発売[64]、ISBN 978-4-7859-5986-9
  18. 2017年5月30日発売[65]、ISBN 978-4-7859-6022-3
  19. 2017年8月30日発売[66]、ISBN 978-4-7859-6068-1
  20. 2017年12月11日発売[67]、ISBN 978-4-7859-6129-9
- 宮尾岳『アオバ自転車店といこうよ！』少年画報社〈ヤングキング・コミックス〉、既刊15巻（2025年5月30日現在）
  1. 2018年1月30日発売[68]、ISBN 978-4-7859-6153-4
  2. 2018年6月1日発売[69]、ISBN 978-4-7859-6217-3
  3. 2018年10月30日発売[70]、ISBN 978-4-7859-6320-0
  4. 2019年2月16日発売[71]、ISBN 978-4-7859-6382-8
  5. 2019年8月30日発売[72]、ISBN 978-4-7859-6506-8
  6. 2020年3月10日発売[73]、ISBN 978-4-7859-6622-5
  7. 2020年8月5日発売[74]、ISBN 978-4-7859-6724-6
  8. 2021年2月8日発売[75]、ISBN 978-4-7859-6724-6
  9. 2021年8月30日発売[76]、ISBN 978-4-7859-6983-7
  10. 2022年5月30日発売[77]、ISBN 978-4-7859-7146-5
  11. 2023年4月4日発売[78]、ISBN 978-4-7859-7356-8
  12. 2023年10月16日発売[79]、ISBN 978-4-7859-7506-7
  13. 2024年10月9日発売[80]、ISBN 978-4-7859-7783-2
  14. 2025年1月16日発売[81]、ISBN 978-4-7859-7854-9
  15. 2025年5月30日発売[82]、ISBN 978-4-7859-7950-8

### 文庫版
- 宮尾岳『並木橋通りアオバ自転車店』少年画報社〈少年画報社文庫〉、全12巻
  1. 2009年10月26日発売、ISBN 978-4-7859-4719-4
  2. 2009年10月26日発売、ISBN 978-4-7859-4720-0
  3. 2009年11月20日発売、ISBN 978-4-7859-4721-7
  4. 2009年11月20日発売、ISBN 978-4-7859-4722-4
  5. 2009年12月18日発売、ISBN 978-4-7859-4723-1
  6. 2010年1月25日発売、ISBN 978-4-7859-4724-8
  7. 2010年3月1日発売、ISBN 978-4-7859-4725-5
  8. 2010年5月24日発売、ISBN 978-4-7859-4726-2
  9. 2010年7月26日発売、ISBN 978-4-7859-4727-9
  10. 2010年8月30日発売、ISBN 978-4-7859-4728-6
  11. 2010年10月1日発売、ISBN 978-4-7859-4729-3
  12. 2010年12月1日発売、ISBN 978-4-7859-4730-9